# Aratura con aratro a dischi

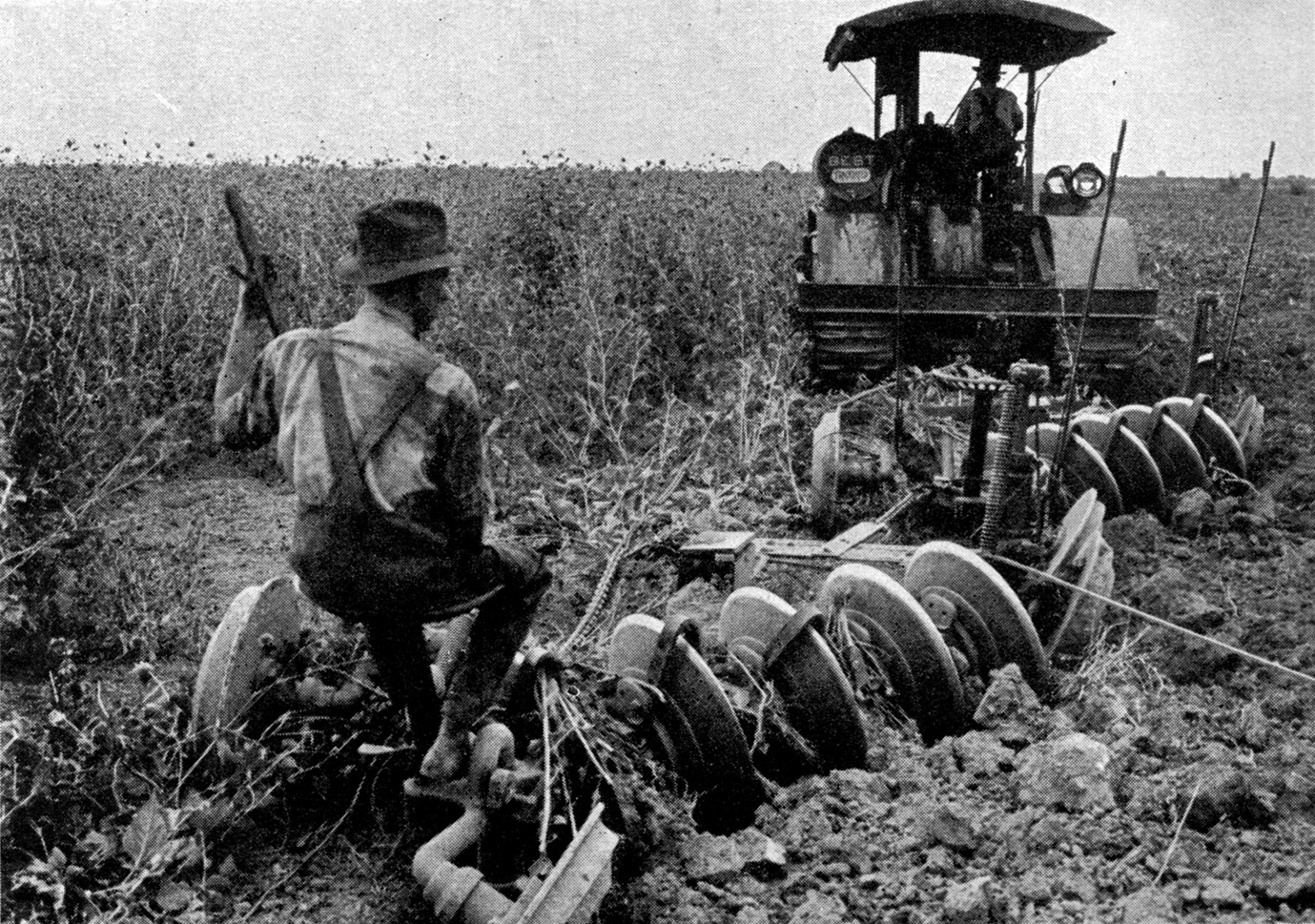
Aratura con aratro a dischi

L'aratura con aratro a dischi è una lavorazione del terreno eseguita con un attrezzo rimescolatore alternativo all'aratro a vomere e versoio, concepita negli Stati Uniti e adottata in contesti particolari anche in Italia.

## Aspetti concettuali
Malgrado il nome, questa lavorazione differisce marcatamente dall'aratura propriamente detta. A differenza dell'aratro classico, l'aratro a dischi non effettua il taglio e ribaltamento della fetta. I dischi penetrano nel terreno per effetto del peso della macchina o per la spinta esercitata dal sollevatore idraulico del trattore. Per effetto dell'avanzamento, la resistenza opposta dal terreno provoca la rotazione dei dischi folli e, di conseguenza, il rimescolamento del terreno nello strato lavorato.

## Caratteristiche del lavoro
La lavorazione con aratro a dischi non raggiunge particolari profondità, arrivando al massimo a 30 cm. L'inconveniente principale risiede nel fatto che a differenza dell'aratro classico, quello a dischi non è autointerrante, perciò gli organi lavoranti tendono a riemergere per effetto della resistenza offerta nel terreno. Questo inconveniente si presenta in particolare nei terreni compatti. 
La proprietà di riemergere è considerata invece un pregio quando si lavorano terreni arborati o con profondità variabile con eventuale roccia affiorante. Queste condizioni rendono difficoltosa o impossibile la lavorazione con l'aratro a vomere e versoio in quanto la presenza di grosse radici o di roccia madre quasi in superficie ostacolano l'avanzamento. L'aratro a dischi, invece, si solleva scorrendo sopra gli eventuali ostacoli.
L'azione è piuttosto energica quando si esercita su terreni sciolti o di medio impasto, provando un notevole sgretolamento e rimescolamento dello strato lavorato. Nei terreni asciutti crea una notevole polverizzazione mentre in quelli umidi tende a comprimere le zolle. Questo effetto si presenta in modo più accentuato nei terreni dotati di colloidi minerali, per i quali occorre prestare attenzione a preservare la struttura.
Nei terreni compatti il lavoro è di qualità scadente, sia per la difficoltà di penetrazione dell'attrezzo, sia per la conformazione del terreno nell'interfaccia fra strato non lavorato e strato lavorato: l'aratro a dischi non forma una suola di lavorazione, bensì una superficie cuspidata che in seguito ostacola il naturale sgrondo delle acque in eccesso causando pericolosi ristagni sottosuperficiali.

## Pregi e difetti
Comparata all'aratura classica, questa lavorazione ha il pregio di eseguire un lavoro abbastanza energico preparando un terreno pronto per la semina o che necessita di un semplice lavoro complementare di rifinitura. Inoltre, come si è detto in precedenza, si presta per la lavorazione di terreni che offrono ostacoli all'avanzamento dell'aratro classico per la presenza di grosse radici o di roccia affiorante.
In condizioni ordinarie l'aratura con aratro a dischi presenta molteplici difetti che la rendono sconsigliabile:
- Il controllo delle piante infestanti è meno efficace rispetto all'aratura ordinaria, non essendoci ribaltamento della fetta.
- Nei terreni compatti la lavorazione è difficoltosa ed è causa di ristagno idrico.
- La struttura del terreno subisce un peggioramento se si opera in condizioni di umidità non ottimali.
- A parità di condizioni (larghezza e profondità di lavorazione) l'aratro a dischi richiede le stesse forze di trazione dell'aratro a vomere e versoio in quanto l'attrezzo deve essere abbastanza pesante da evitare il sollevamento durante l'avanzamento.
- Non permette il raggiungimento di profondità considerevoli.

## Contesti operativi
In definitiva l'aratura con aratro a dischi si presta per essere eseguita in condizioni particolari e per lavorazioni superficiali. In Sardegna si adotta ad esempio in due differenti contesti:
1. Negli oliveti del Sassarese le condizioni pedologiche sono poco adatte all'impiego di attrezzi più convenzionali come le zappatrici rotative o l'aratro a vomere e versoio. Questi oliveti si estendono spesso su terreni calcarei di limitata potenza, con roccia madre presente a profondità limitata e variabile, spesso affiorante. Le piante hanno radici di conduzione che si estendono subito sotto la superficie per cui sarebbero danneggiate da altri organi lavoranti. In queste condizioni l'aratro a dischi è in grado di effettuare una buona lavorazione sollevandosi in corrispondenza degli ostacoli e adattando la profondità di lavoro all'irregolarità del terreno. La matrice calcarea offre, inoltre, condizioni di sofficità ottimali per consentire l'approfondimento dell'attrezzo senza opporre resistenza.
2. I seminativi del comprensorio di Sanluri Stato, sottoposti a bonifica e concessi in passato all'Opera Nazionale Combattenti, giacciono su uno strato salino, perciò richiedono lavorazioni superficiali e senza alterazione del profilo in profondità per evitare il riporto in superficie di strati salini. In queste condizioni l'aratro a dischi è in grado di svolgere un lavoro efficace in superficie senza riportare strati indesiderati come avverrebbe con un'aratura profonda.